# Allan (Fußballspieler, 1991)
Allan, mit vollem Namen Allan Marques Loureiro (* 8. Januar 1991 in Rio de Janeiro), ist ein brasilianischer Fußballspieler. Er spielt als Mittelfeldspieler seit 2024 beim Botafogo FR.

## Karriere

### Verein

#### Anfänge in Brasilien
Allan startete seine Laufbahn 2007 im Nachwuchsbereich des Madureira EC in Rio de Janeiro. Dort erregte er die Aufmerksamkeit des höherklassig spielenden CR Vasco da Gama, welcher Allan 2008 auslieh. Bereits im Folgejahr gab er mit siebzehn Jahren sein Debüt als Profi. In der Meisterschaftsrunde wurde er im Série-B-Spiel auswärts gegen Atlético Goianiense nach der Halbzeitpause für Amaral eingewechselt. Am Ende der Saison konnte Allan mit Vasco die Meisterschaft und den Aufstieg in die Série A feiern. Er bestritt in dieser Saison insgesamt 13 Einsätze. In der Saison 2010 verblieb Allan als Leihgabe bei Vasco und bestritt am 6. Juni 2010 seinen ersten Einsatz in der Série A. Am 7. Spieltag der Saison stand Allan bei der 4:0-Niederlage beim FC Santos in der Startelf.
Anfang 2011 verkaufte Madureira den Spieler an Deportivo Maldonado nach Uruguay, einem Klub aus der zweiten Liga Uruguays. Maldonado wurde 2009 von einer Gruppe brasilianischer Investoren erworben und steht in dem Verdacht, als Steuersparmodell zu dienen. Spieler werden von dem Klub gekauft, kommen dort aber nie zum Einsatz, sondern werden verliehen oder weiterverkauft. Auf diese Geschäfte sind in Uruguay dann geringere Steuersätze fällig wie in Brasilien. So kam Allan bei dem Klub zu keinem Einsatz, vielmehr verblieb er als Leihgabe bei Vasco. Bei Vasco hatte Allan 2011 seinen ersten Auftritt auf internationaler Klubebene. In der zweiten Runde der Copa Sudamericana 2011 traf Vasco am 26. August 2011 im Rückspiel auf den SE Palmeiras. Das Spiel endete 3:1 für Palmeiras. Nachdem das Vasco das Hinspiel mit 2:0 gewonnen hatte, kam sein Klub aufgrund der Auswärtstorregel eine Runde weiter. In dem Wettbewerb erzielte Allan dann auch sein erstes Tor als Profi. Im Achtelfinalrückspiel am 26. Oktober 2011 gegen den Club Aurora aus Bolivien erzielte er in der 92. Minute den Schlusstreffer zum 8:3-Sieg. Erst im Halbfinale schied sein Klub gegen CF Universidad de Chile aus. Mit Vasco konnte Allan in der Saison aber noch mit dem Copa do Brasil 2011 seinen ersten nationalen Titel gewinnen. Auch in das Jahr 2012 startete Allan zunächst als Leihgabe bei Vasco in die Staatsmeisterschaft von Rio de Janeiro.

#### Italien

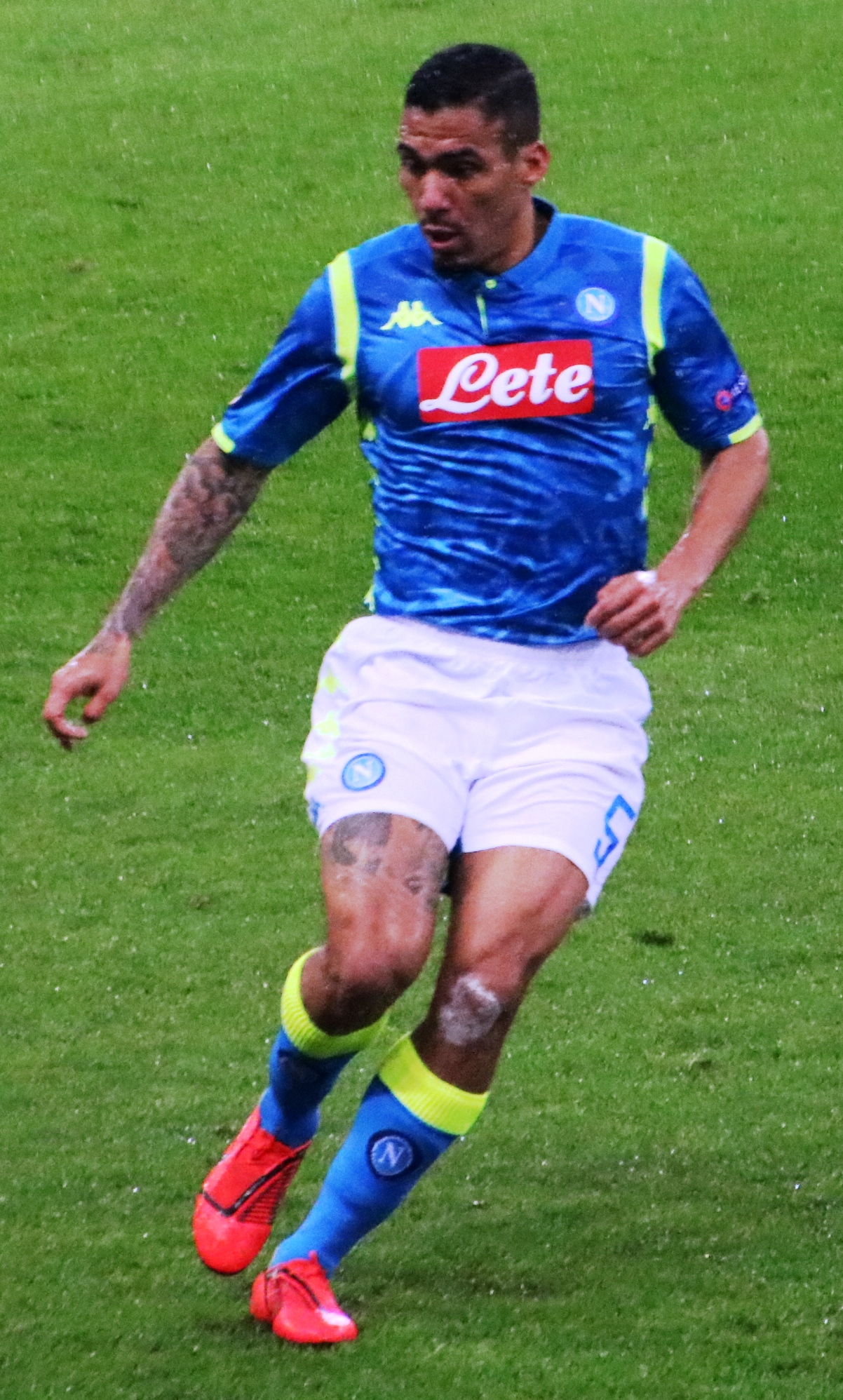
Allen als Spieler des SSC Neapel (2019)

Im Juli 2012 wurde Allan dann von Deportivo Maldonado an den FC Granada verkauft, welcher ihn umgehend an Udinese Calcio auslieh. In der italienischen Serie A bestritt Allan sein erstes Spiel am 5. Spieltag der Saison 2012/13. Am 26. September 2012 spielte Udinese beim FC Turin. Zwei Jahre später zur Saison 2014/15 wurde Allan dann fest von Granada übernommen.
Nachdem im April 2015 der FC Arsenal und im Juni der FC Chelsea Interesse bekundet hatten, wechselte Allan zur Saison 2015/16 zum Ligakonkurrenten SSC Neapel. Der Kontrakt erhielt eine Laufzeit über vier Jahre. Im März 2018 wurde bekannt, dass Allan seinen Vertrag bei Neapel bis 2023 verlängert hat. Während seiner Zeit in Neapel stand Allan 158 mal in der Liga auf dem Platz und konnte 11 Tore erzielen. Außerdem lief er 26-mal in der UEFA Champions League auf.

#### Weitere Stationen
Im Sommer 2020 wechselte der Brasilianer zum FC Everton in die Premier League und unterschrieb dort einen Vertrag bis Juni 2023. Im September 2022 wurde Allans Wechsel in die VAE zu al-Wahda (Abu Dhabi) bekannt. Nach weiteren zwei Jahren, im Juli 2024, kehrte er in seine Heimat zurück. Hier unterzeichnete er einen Kontrakt bis Dezember 2026 beim Botafogo FR. Am 30. November trat Allan mit dem Klub im Finale der Copa Libertadores 2024 gegen Atlético Mineiro an (3:1-Erfolg). Eine Woche später gewann der mit Botafogo die Série A 2024, deren dritten Meistertitel.

### Nationalmannschaft

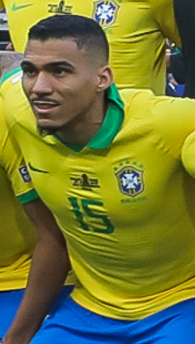
Allan bei der Nationalmannschaft (2019)

2011 war Allan Teil der Mannschaft, welche die U-20-Fußball-Weltmeisterschaft gewinnen konnte.
Allan wurde am 26. Oktober 2018 durch Nationaltrainer Tite für zwei Freundschaftsspiele für den Kader der Freundschaftsspiele am 16. November gegen Uruguay und vier Tage später gegen Kamerun in London. Im Zuge seiner zweiten Berufung zu Freundschaftsspielen im November 2018 kam Allan zu seinem ersten Länderspieleinsatz. Am 16. November 2018 wurde im Spiel gegen die Auswahl von Uruguay in der 59. Minute für Renato Augusto eingewechselt.
Im Zuge der Copa América 2019 stand Allan im Kader der Mannschaft. Mit dieser konnte er den Titel gewinnen. Dabei stand er einmal in der Anfangsformation und wurde dreimal eingewechselt (kein Tor).

## Erfolge
Nationalmannschaft
- U-20-Fußball-Weltmeisterschaft: 2011
- Copa América: 2019

Vasco
- Campeonato Brasileiro de Futebol – Série B: 2009
- Copa do Brasil: 2011

SSC Neapel
- Coppa Italia: 2019/20

Botafogo
- Copa Libertadores: 2024
- Campeonato Brasileiro de Futebol: 2024